# 스페이스 카우보이 (영화)
《스페이스 카우보이》(영어: Space Cowboys)는 클린트 이스트우드가 감독과 제작을 맡은 2000년에 개봉한 미국의 우주 드라마 영화이다. 이스트우드와 토미 리 존스, 도널드 서덜랜드, 제임스 가너 등 4명은 비밀리에 핵 미사일로 무장되어있는 옛 소비에트 연방의 위성을 수리하기 위해 우주로 보내진 옛 "전직 테스트 파일럿"들을 연기하였다.

## 줄거리
1958년, 최고의 우주비행사를 꿈꾸던 공군 조종사 호크와 프랭크는 시험 비행 중 사고로 추락한다. 이 일로 우주 비행 기회를 놓치고 NASA가 설립되면서 이들의 꿈은 좌절된다.
시간이 흘러 현재, 낡은 소련 통신 위성이 궤도를 이탈해 지구로 추락할 위기에 처한다. 위성의 구형 전자 장비는 과거 프랭크가 개발한 스카이랩 기술을 기반으로 하고 있었고, NASA는 프랭크에게 도움을 요청한다. 프랭크는 과거 동료인 호크, 탱크, 제리와 함께 '팀 데달루스'를 결성하여 임무에 참여하는 조건으로 제안을 수락한다. NASA는 처음에는 젊은 우주비행사들을 내세우려 했지만, 언론의 관심과 부통령의 압력으로 결국 팀 데달루스가 임무에 투입된다.
우주왕복선 데달루스호는 위성에 도착하고, 위성이 사실은 핵미사일 6기를 탑재한 냉전 시대의 유물임을 알게 된다. 위성 제어 시스템은 KGB에 의해 도난당했고, 손상된 업링크로 인해 지상에서 제어 신호를 보내지 못하면 미사일이 발사될 위기에 처한다. NASA와 팀은 페이로드 보조 로켓을 사용하여 위성을 우주 깊숙한 곳으로 밀어내려 한다. 하지만 젊은 우주비행사 중 한 명인 이단은 독단적으로 위성을 안정적인 궤도에 올려놓으려다 충돌을 일으키고, 위성은 더욱 빠른 속도로 궤도를 이탈한다.
탱크와 제리가 부상당한 젊은 우주비행사를 돌보는 동안 프랭크와 호크는 우주 유영을 통해 위성을 늦추려 노력한다. 결국, 위성을 우주로 탈출시키기 위해서는 누군가 위성에 탑승하여 로켓 엔진을 작동시켜야 하는 상황이 되고, 얼마 남지 않은 삶을 살고 있던 호크는 자신의 꿈이었던 달 착륙을 이루기 위해 희생을 자처한다.
프랭크, 탱크, 제리는 왕복선을 무사히 착륙시키기 위해 애쓰지만, 착륙 직전 과속 상태에 놓인다. 프랭크는 과거 호크가 사용했던 기술을 떠올려 왕복선이 실속에 가까워지도록 각도를 높여 속도를 줄이고, 결국 안전하게 착륙하는 데 성공한다. 영화는 마지막 장면에서 달 표면을 비추며, 호크가 달에 착륙하여 지구를 바라보는 모습을 보여준다.

## 캐스팅
- 클린트 이스트우드 - 프랭크 커빈 미공군 대령 박사 (전역)
- 토미 리 존스 - 윌리엄 "호크" 호킨스 미공군 대령 (전역)
- 도널드 서덜랜드 - 제리 오닐 미공군 대위 (전역)
- 제임스 가너 - "탱크" 설리번 미공군 대위 목사 (전역)
- 제임스 크롬웰 - 밥 거슨
- 마샤 게이 하든 - 사라 홀랜드
- 윌리엄 드베인 - 유진 "진" 데이비스
- 로렌 딘 - 이던 글랜스
- 코트니 B. 밴스 - 로저 하인스
- 라데 셰르베지야 - 보스토프 장군
- 바바라 바브콕 - 바바라 커빈 부인
- 블레어 브라운 - 앤 카루더스 박사
- 제이 레노 - 본인
- 토비 스티븐스 - 1958년 젊은 시절 커빈
- 엘리 크레이그 - 1958년 젊은 시절 호크
- 존 맬러리 애셔 - 1958년 젊은 시절 제리
- 매트 맥콤 - 1958년 젊은 시절 탱크
- 빌리 월리 - 1958년 젊은 시절 거슨
- 존 햄 - 젊은 파일럿

## 한국어 더빙 성우진

### SBS (2006년 5월 20일)
- 유강진 - 프랭크(클린트 이스트우드)
- 박상일 - 호크(토미 리 존스)
- 조동희 - 제리(도널드 서덜랜드)
- 김태웅 - 탱크(제임스 가너)
- 장승길 - 밥(제임스 크롬웰)
- 이진화 - 새라(마샤 게이 하든)
- 문옥현
- 홍승섭
- 윤복성
- 송준석
- 이상범
- 한수림
- 하미경

### KBS (2012년 6월 22일)
- 송두석 - 프랭크(클린트 이스트우드)
- 유강진 - 제리(도널드 서덜랜드)
- 김병관 - 호크(토미 리 존스)
- 김규식 - 탱크(제임스 가너)
- 이근욱 - 거슨(제임스 크롬웰)
- 장광 - 데이비스(윌리엄 드베인)
- 손정아 - 바바라(바바라 바브콕)
- 김정호 - 보스토프(라데 셰르베지야)
- 이선 - 새라(마샤 게이 하든)
- 차명화 - 케러더스(블레어 브라운)
- 임진응 - 에단(로렌 딘) / 젋은 프랭크(토비 스티븐스)
- 이광수 - 로저(코트니 B. 밴스) / 젊은 탱크(매트 맥콤)
- 박영재 - 젊은 호크(엘리 크레이그)
- 전승화 - 젊은 거슨(빌리 월리)
- 김상백 - 젊은 제리(존 맬러리 애셔)